# Toergajstraat
De Toergajstraat, Toergajzee of West-Siberische Zee was in het Mesozoïcum en Paleogeen (160 tot 30 miljoen jaar geleden) een epicontinentale zee ten oosten van de Oeral, die Europa van Azië scheidde. De zee verbond de tegenwoordige Kaspische Zee in het zuiden met de Arctische Oceaan in het noorden.
De zee zorgde ervoor dat gedurende lange tijd de landmassa's van Azië en Europa gescheiden waren zodat op deze continenten de evolutie gescheiden verliep. Een voorbeeld zijn de Ceratopia, dinosauriërs uit het Krijt, die wel in Azië en Noord-Amerika (dat via de landbrug bij de tegenwoordige Beringstraat met Azië verbonden was) voorkwamen maar niet in Europa.
De naam Toergajzee komt van de Toergaj, een rivier in Kazachstan.